# Iván Sollertinsky
Iván Ivánovich Sollertinsky (Vítebsk, 3 de diciembre de 1902 - Novosibirsk, 11 de febrero de 1944) fue un ruso polímata del periodo soviético. Su padre, Iván Ivánovich Sollertinsky, provenía de una familia de popes de la Iglesia ortodoxa rusa y sirvió de juez presidente,  consejero privado y senador. Su madre fue Ekaterina Iósifovna Bobashínskaya cuya familia pertenecía a una rama szlachta de la Casa de Sas.

## Biografía
Sollertinsky era un experto en teatro y lenguas romances, pero es más conocido por su carrera musical. Fue profesor en el Conservatorio de Leningrado, así como director artístico de la Filarmónica de Leningrado, destacado crítico musical y conferenciante. En estas capacidades, fue un promotor activo de la música de Mahler en la Unión Soviética. Sollertinsky también estaba interesado en el ballet y escribió mucho sobre él durante la década de 1930. Según sus contemporáneos, el más famoso de los cuales es Andréikov, tenía una memoria fenomenal, hablaba 26 idiomas y 100 dialectos.
De joven conoció a Mijaíl Bajtín y participó en sus reuniones filosóficas. En 1927, se hizo amigo íntimo de Dmitri Shostakóvich. A raíz de la primera denuncia a Shostakóvich en 1936, Sollertinsky fue llamado "el trovador del formalismo" por Pravda. Shostakóvich dedicó su segundo trío de piano, el Trío op. 67 (comenzado en 1943) a la memoria de Sollertinsky que murió varios meses más tarde en Novosibirsk durante la evacuación motivada por la Segunda Guerra Mundial.
En sus viajes a Europa occidental, Sollertinsky obtuvo partituras de compositores de Europa occidental, incluidos Křenek y Weill. Según algunos informes, la viuda del compositor Alma Mahler le entregó una fotocopia de la Décima Sinfonía de Gustav Mahler, que Shostakóvich consideró que podía completar. Por lo tanto, no es sorprendente que el primer uso por Shostakóvich de la música abiertamente klezmer se encuentre en el trágico final del Piano Trío Op. 67.